# Czech International 1997
Die 26. Czech International 1997 im Badminton  fanden vom 2. bis zum 5. Oktober 1997 in Most statt.

## Sieger und Platzierte
| Disziplin    | Gold                        | Silber                           | Bronze                                   |
| ------------ | --------------------------- | -------------------------------- | ---------------------------------------- |
| Herreneinzel | Martin Hagberg              | Konstantin Tatranov              | Boris Kessov                             |
| Herreneinzel | Martin Hagberg              | Konstantin Tatranov              | Jürgen Koch                              |
| Dameneinzel  | Anne Gibson                 | Maja Pohar                       | Jill Pittard                             |
| Dameneinzel  | Anne Gibson                 | Maja Pohar                       | Rebecca Pantaney                         |
| Herrendoppel | James Anderson Ian Sullivan | Steve Isaac Neil Waterman        | Harald Koch Jürgen Koch                  |
| Herrendoppel | James Anderson Ian Sullivan | Steve Isaac Neil Waterman        | Morten Bundgaard Rémy Matthey de l’Etang |
| Damendoppel  | Gail Emms Rebecca Pantaney  | Judith Baumeyer Santi Wibowo     | Darja Kranjc Mateja Slatnar              |
| Damendoppel  | Gail Emms Rebecca Pantaney  | Judith Baumeyer Santi Wibowo     | Johanna Persson Katja Wengberg           |
| Mixed        | Ian Sullivan Gail Emms      | Henrik Andersson Johanna Persson | Andrej Pohar Maja Pohar                  |
| Mixed        | Ian Sullivan Gail Emms      | Henrik Andersson Johanna Persson | Dmitry Miznikov Natalia Golovkina        |

## Finalresultate
| Disziplin    | Sieger                      | Finalist                         | Ergebnis           |
| ------------ | --------------------------- | -------------------------------- | ------------------ |
| Herreneinzel | Martin Hagberg              | Konstantin Tatranov              | 9–4, 9–3, 9–1      |
| Dameneinzel  | Anne Gibson                 | Maja Pohar                       | 5–9, 9–4, 9–3, 9–0 |
| Herrendoppel | James Anderson Ian Sullivan | Steve Isaac Neil Waterman        | 7–9, 9–4, 5–1 ret. |
| Damendoppel  | Gail Emms Rebecca Pantaney  | Judith Baumeyer Santi Wibowo     | 9–2, 9–5, 9–1      |
| Mixed        | Ian Sullivan Gail Emms      | Henrik Andersson Johanna Persson | 11–8, 9–4, 9–3     |